# Konstantín Saràdjev
Konstantín Solomónovitx Saràdjev (o Saradjian) rus: Константин Соломонович Сараджев (Сараджян) armeni Կոնստանդին Սողոմոնի Սարաջյանց (Derbent, Daguestan, 26 de setembre de 1877 - Yerevan, llavors RSS d'Armènia, 22 de juliol del 1954) fou un director d'orquestra i violinista armeni.
Cursà la carrera en el Conservatori de Moscou. Foren els seus mestres Johann Hrimaly de violí i Tanéiev en composició. De 1905 a 1906 fou deixeble de Nikisch a Leipzig i de Ševčík a Praga. De 1898 a 1907 fou professor de violí en l'Escola Sinodal de Moscou, dirigint els concerts de Sokolniki des de 1908 a 1911.
Entre els seus èxits destaca haver dirigit l’estrena del Concert per a piano núm. 1 de Prokófiev (1912). Després de la guerra civil russa, va tornar a Moscou, on va ensenyar direcció al Conservatori (1922–1935) i va continuar defensant la música modernista com a membre de l’Assotsiatsiya sovremennoĭ muzyka [Associació de Música Contemporània]. Va dirigir l’estrena soviètica del Concert per a piano núm. 3 de Prokófiev (1925), l’estrena a Moscou de la Simfonia núm. 2 de Xostakóvitx (1927) i va presentar diverses obres de Miaskovski, incloent-hi les simfonies 8, 9 i 11. Es va traslladar a Yerevan el 1935, on va ser director musical del Teatre d’Òpera i Ballet de Yerevan (1935–1939), professor (1936–1954) i posteriorment rector (1940–1954) del Conservatori Estatal de Yerevan, i director titular de l’Orquestra Filharmònica Estatal d’Armènia (1941–1944).
Fou un gran impulsor de la cultura musical en les masses populars russes. Fou director de l'Institut d'Estat d'Art Teatral, a Moscou, des de la instauració del règim soviètic.